# Овня
Овня (пол. Ownia) — село в Польщі, у гміні Рики Рицького повіту Люблінського воєводства.
Населення — 537 осіб (2011).

## Демографія
Демографічна структура станом на 31 березня 2011 року:
|          | Загалом | Допрацездатний вік | Працездатний вік | Постпрацездатний вік |
| -------- | ------- | ------------------ | ---------------- | -------------------- |
| Чоловіки | 267     | 60                 | 178              | 29                   |
| Жінки    | 270     | 59                 | 152              | 59                   |
| Разом    | 537     | 119                | 330              | 88                   |